# Jungle Trailblazer (Fantawild Dreamland, Zhuzhou)
Jungle Trailblazer, chinesisch: 丛林飞龙, ist eine Holzachterbahn der Konstrukteure The Gravity Group im Fantawild Dreamland bei Zhuzhou in China, die am 18. August 2016 eröffnet wurde.
Die 1216 m lange Strecke erreicht eine Höhe von 34 m und verfügt über eine 28 m hohe erste Abfahrt von 60°, auf der die Züge eine Höchstgeschwindigkeit von 87 km/h erreichen.

## Züge
Jungle Trailblazer verfügt über zwei Züge des Herstellers Philadelphia Toboggan Coasters mit jeweils sechs Wagen. In jedem Wagen können vier Personen (zwei Reihen à zwei Personen) Platz nehmen.